# Sagama
Sagama (sardisk: Sàgama) er en by og en kommune (comune) i provinsen Oristano i regionen Sardinien i Italien. Byen ligger i 333 meters højde og har 200 indbyggere (2016). Kommunen har et areal på 11,72 km² og grænser til kommunerne Flussio, Scano di Montiferro, Sindia, Suni og Tinnura.